# Otto Keck
Otto Keck (* 1944 in Bodelshausen, Landkreis Tübingen) ist ein deutscher Politikwissenschaftler. Er ist emeritierter Professor für Internationale Organisation und Internationale Politikfeldforschung an der Universität Potsdam.

## Leben
Otto Keck besuchte von 1950 bis 1954 die Grundschule von Bodelshausen und ging dann von 1954 bis 1963 auf das Gymnasium in Hechingen. Danach studierte er Evangelische Theologie (Abschluss 1969), Philosophie und Volkswirtschaft. Von 1963 bis 1970 studierte er am Leibniz-Kolleg der Universität Tübingen, von 1972 bis 1973 setzte er an der Universität Heidelberg sein Studium fort. Von 1970 bis 1971 war er Wissenschaftlicher Angestellter in der Verwaltung der Universität Heidelberg und von 1974 bis 1980 Wissenschaftlicher Angestellter der Universität Ulm in der Abteilung für Wissenschaftsforschung. Danach studierte er von 1973 bis 1977 an der Science Policy Research Unit der University of Sussex in Großbritannien, wo er seinen Doktor der Philosophie machte. 1990 habilitierte er an der Freien Universität Berlin für das Fach Politikwissenschaft.
In den Jahren 1981/1982 war er aufgrund des Kennedy-Gedächtnis-Stipendiats an der Harvard-Universität, wo er auch gleichzeitig Research Fellow am Center for Science and International Affairs der John-F.-Kennedy-School war. Daraufhin bekam er für die Jahre 1981 bis 1984 ein Habilitandenstipendiat von der Deutschen Forschungsgemeinschaft. Er war von 1982 bis 1984 Gastwissenschaftler am Internationalen Institut für Vergleichende Gesellschaftsforschung des Wissenschaftszentrums Berlin. Dort war er von 1984 bis 1990 als Wissenschaftlicher Angestellter für Sozialforschung tätig. Im Anschluss hielt er sich bis 1991 aufgrund des zuvor erhaltenen Jean-Monnet-Stipendiates am Europäischen Hochschulinstitut in Florenz auf. Von 1992 bis 1994 arbeitete er im Fachbereich Politische Wissenschaften an der Freien Universität Berlin. Daraufhin vertrat er von 1994 bis 1995 den Lehrstuhl für Internationale Politik an der Universität Potsdam. Er wechselte dann zur Fachhochschule Darmstadt, wo er Professor für das Fach Politikwissenschaft war und von 1995 bis 1999 arbeitete. Danach ging er zurück zur Universität Potsdam, wo er seit 1999 als Professor für Internationale Organisation und Internationale Politikfeldforschung tätig war. 2010 ging er in den Ruhestand.

## Inhaltliche Angaben zu wichtigen Werken
In seinem Werk Der Schnelle Brüter – Eine Fallstudie über Entscheidungsprozesse in der Großtechnik beschäftigt sich Keck mit dem Problem der politischen Steuerung von Großtechnologien am Beispiel der Diskussion um den Bau eines Kernreaktors in Deutschland. Keck geht davon aus, dass sich die Großtechnik der gesellschaftlichen Steuerung entzieht, weil das Steuerungssystem der Gesellschaft selbst defekt sei. Daher müsse die Gesellschaft sich selbst besser erkennen, was Aufgabe der Sozialwissenschaft sei. Noch wichtiger ist ihm allerdings, dass die Politik sich selbst sachkundig mache, damit sie nicht mehr von der Meinung der durch Eigeninteressen geleiteten wirtschaftlichen Institutionen abhängig ist. Keck schlägt hier u. a. den Ausbau der Politikfeldforschung bzw. der Politikanalyse vor. Er würde dabei dem Parlament eine Expertenteam mit gegensätzlichen Interessen zur Seite stellen. Außerdem stellt er in seiner Analyse fest, dass die Selbstbeteiligung von Firmen an dem jeweiligen Projekt helfe, deren wahre Einstellung zum Projekt zu ermitteln, da bei einer vollständigen Subventionierung der Anreiz der Kritik nicht mehr gegeben sei.
In seinem Werk Information, Macht und gesellschaftliche Rationalität geht es um die Wirkung, die institutionelle Strukturen auf den politischen und ökonomischen Prozess haben. Dabei ist Kecks Grundthese, dass ein großes Problem des Verständnisses von solchen Institutionen die ungleiche Verteilung von Informationen sei. Dieses Problem sei durch gemeinschaftliche Gegenmaßnahmen zu beheben. Als empirisches Beispiel analysiert er dabei wiederum Kernenergiepolitik in verschiedenen Länder.
1997 veröffentlichte Otto Keck gemeinsam mit Helga Haftendorn den Band Kooperationen jenseits von Hegemonie und Bedrohung, Sicherheitsinstitutionen in den internationalen Beziehungen. Er ist das Ergebnis eines Forschungsprojektes der Arbeitsstelle Transatlantische Außen- und Sicherheitspolitik an der freien Universität Berlin und befasst sich mit der Bedeutung von Sicherheitsinstitutionen in der internationalen Politik der damaligen Zeit. Haftendorn und Keck beschäftigen sich hierbei insbesondere mit den wichtigsten europäisch-atlantischen Institutionen wie NATO, WEU, OSZE und EU und deren Anpassung an die neuen Strukturen des internationalen Systems nach dem Ende des Ost-West-Konfliktes. Darüber hinaus gehen sie auf die beteiligten Staaten, die Funktionen und die Wirkung der verschiedenen Institutionen ein. Ziel dieses Bandes ist es, einen Beitrag zur Fortentwicklung der Theorie von Sicherheitsinstitutionen zu leisten, um damit mögliche Anregungen für die praktische Politik zu liefern. Zudem werfen die Forschungsergebnisse die Frage danach auf, welche Veränderungen innerhalb der OSZE, NATO, WEU und EU/GASP erforderlich sind, um diesen das Überleben in der Zukunft zu sichern. Otto Keck trug zu diesem Band die Texte Der Beitrag rationaler Theorieansätze zur Analyse von Sicherheitsinstitutionen und  Sicherheitsinstitutionen im Wandel des internationalen Systems bei.

## Schriften
- Otto Keck, Doris Janshen, Wolff-Dietrich Webler (Hrsg.): Technischer und sozialer Wandel: Eine Herausforderung an die Sozialwissenschaften. Schriften des Wissenschaftszentrums Berlin, Band 27. Königstein/Ts. 1981.
- Der Schnelle Brüter: Eine Fallstudie über Entscheidungsprozesse in der Großtechnik. Frankfurt am Main, New York 1984.
- Technik, Politik und Gesellschaftliche Rationalität: Ein spieltheoretischer Ansatz mit empirischen Anwendungen am Beispiel der Kernenergiepolitik. Habilitationsschrift. Fachbereich Politische Wissenschaften der Freien Universität Berlin, 1989/1990.
- Information, Macht und gesellschaftliche Rationalität: Das Dilemma rationalen kommunikativen Handelns, dargestellt am Beispiel eines internationalen Vergleichs der Kernenergiepolitik. Baden-Baden 1993.
- Otto Keck, Helga Haftendorn (Hrsg.): Kooperation jenseits von Hegemonie und Bedrohung. Sicherheitsinstitutionen in den internationalen Beziehungen. Baden-Baden 1997.
- Beiträge in der Zeitschrift für Internationale Beziehungen.